# Анна Свенн-Ларссон
Анна Свенн-Ларссон (швед. Anna Swenn-Larsson) — шведська гірськолижниця, призер чемпіонату  світу.
Бронзову медаль світової першості Свенн-Ларссон здобула на чемпіонаті 2015 року в змаганнях змішаних команд.  На чемпіонаті світу 2019 року вона була другою в слаломі, що принесло їй срібну медаль.

## Результати чемпіонатів світу
| Рік  | Вік | Слалом | Гігантський слалом | Супергігант | Швидкісний спуск | Комбінація | Командні |
| ---- | --- | ------ | ------------------ | ----------- | ---------------- | ---------- | -------- |
| 2013 | 21  | 23     |                    |             |                  |            |          |
| 2015 | 23  | 22     |                    |             |                  |            | 3        |
| 2017 | 25  | 16     |                    |             |                  |            |          |
| 2019 | 27  | 2      |                    |             |                  |            |          |

## Результати Олімпійських ігор
| Рік  | Вік | Слалом | Гігантський слалом | Супергігант | Швидкісний спуск | Комбінація |
| ---- | --- | ------ | ------------------ | ----------- | ---------------- | ---------- |
| 2014 | 11  | —      | —                  | —           | —                | —          |
| 2018 | 5   | —      | —                  | —           | —                | —          |